# Bristol Buckingham
Il Bristol Buckingham era un bombardiere britannico prodotto dalla Bristol Aeroplane Company negli anni quaranta del XX secolo.

## Storia del progetto

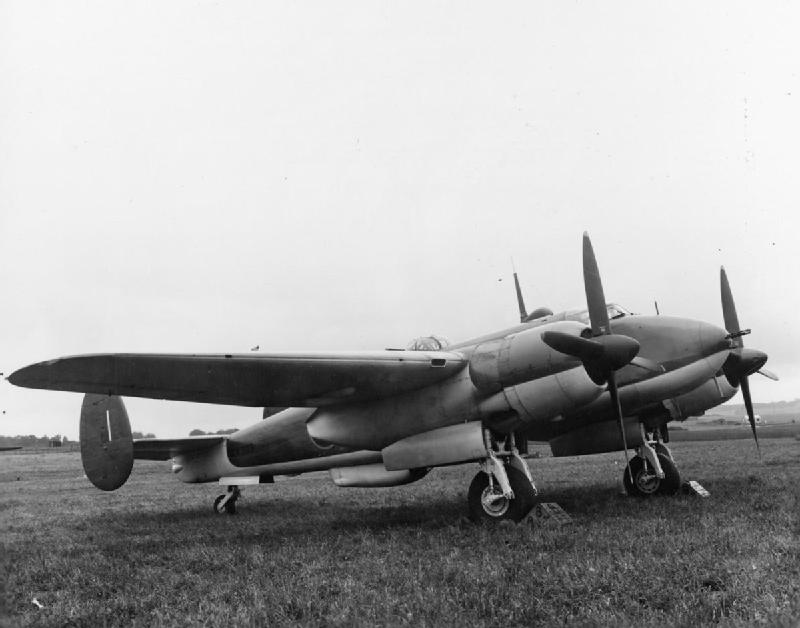
Un Bristol Buckingham B Mk.I (serial number KV303) appartenente all' Aeroplane and Armament Experimental Establishment di Boscombe Down, Wiltshire, fotografato nel corso del 1945.

La Specifica B.7/40 emessa dall'Air Ministry per un sostituto del Blenheim, richiedeva un bombardiere medio, dotato di una velocità di 300 miglia orarie a 5 000 piedi, un carico normale di 1 000 libbre di bombe, e un armamento difensivo basato su una torretta dorsale armata con due mitragliatrici da 12,7 mm. A tale requisito rispose solamente la Armstrong-Whitworth, ma la sua proposta non fu accettata.
All'inizio del 1939 la Bristol Aeroplane Company propose all'Air Ministry una versione da bombardamento del Beaufighter, dotata di motori Hercules, destinata a sostituire i Blenheim allora in servizio. Tale modello fu dapprima denominato Type 161 e successivamente Type 162 Beaumont. Quest'ultimo, che ben rispondeva alla Specifica B.7/40, attrasse l'attenzione dell'Air Staff che richiese la costruzione di un mockup nel 1940 e di tre prototipi nel 1941. La costruzione iniziò verso la fine del 1940, ma con una nuova specifica, la B.2/41, emessa nel marzo 1941, cui rispondere. I requisiti di quest'ultima non prevedevano più il supporto diretto all'esercito, e richiedevano migliori prestazioni rispetto alla precedente, con una velocità massima di 360 miglia orarie, un'autonomia di 1 600 miglia, e un carico bellico di 4 000 libbre di bombe.
Essi comportarono lo sviluppo di un nuovo velivolo, designato Type 163 Buckingham, che adottava un'ala più grande e il potente propulsore Bristol Centaurus. Il primo prototipo (DX429) andò in volo per la prima volta il 4 febbraio 1943 nelle mani del collaudatore C.F. Uwins, privo di armamento, mentre il secondo (DX255), con armamento completo e motori Centaurus IV lo seguì poco tempo dopo, assieme ad altri due esemplari di preserie (DX259 e DX266). I collaudi eseguiti nel maggio 1943, consentirono di apportare modifiche minori ai comandi prima che il primo esemplare di serie andasse in volo il 12 febbraio 1944. Dopo il decimo esemplare, furono modificati gli impennaggi al fine di migliorare la stabilità. Un aereo (KV322) fu collaudato con un impennaggio cruciforme, ma questa configurazione non venne mai adottata per il servizio.

## Descrizione tecnica
Aereo da bombardamento di costruzione mista, monoplano ad ala media, bimotore, con quattro membri d'equipaggio. L'impennaggio di coda era del tipo bideriva, con piani verticali di forma arrotondata. La propulsione era affidata a due radiali Bristol Centaurus VII a 18 cilindri a doppia stella raffreddati ad aria, eroganti la potenza di 2 520 hp (1 880 kW). Ciascuno di essi azionava un'elica quadripala. Il carrello d'atterraggio era triciclo posteriore retrattile, con ognuna delle gambe principali del carrello che rientrava all'indietro nella parte posteriore della gondola motore, mentre il ruotino di coda nel proprio alloggiamento all'estremità della fusoliera.
La cabina di pilotaggio ospitava il pilota, mentre l'operatore radio era posto subito dietro di lui, ma senza usufruire di alcuna visibilità in avanti o dietro. Gli altri due membri dell'equipaggio erano un mitragliere, posto nella torretta mobile dorsale e l'operatore al bombardamento, posizionato nella cupola ventrale, che al bisogno azionava anche le mitragliatrici difensive ivi installate. L'armamento consisteva in dieci mitragliatrici Browning calibro di 7,7 mm, di cui quattro anteriormente in caccia, quattro nella torretta dorsale e altre due nella cupola inferiore. Il carico di bombe trasportabile era pari a 1 800 kg (3 968 lb), contenuto in una apposita stiva bombe ventrale.

## Impiego operativo

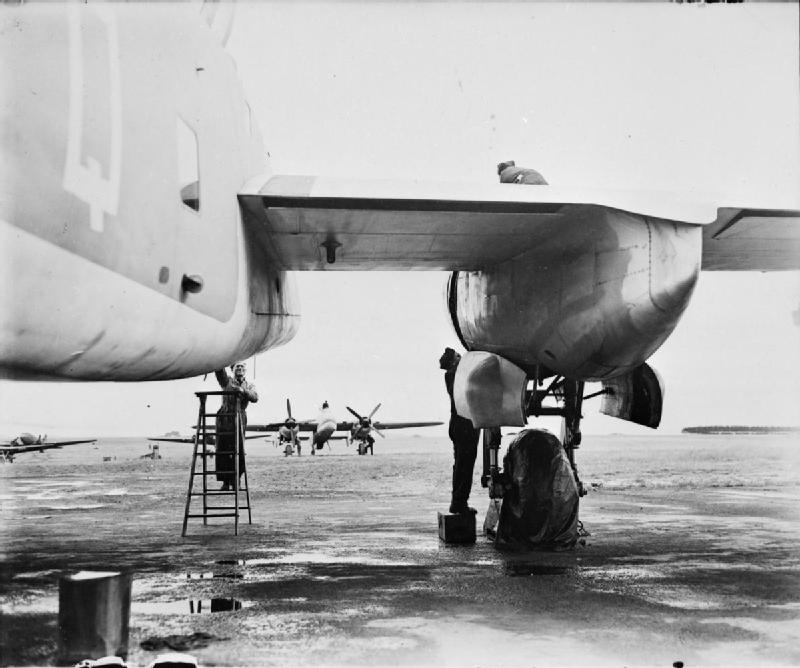
Un tecnico esegue un lavoro di manutenzione su di un Bristol Buckingham C Mk.1 appartenente all'Air Transport Tactical Development Unit di Netheravon, Wiltshire.

Nel 1944 le operazioni sul teatro europeo contro la Germania prevedevano che l'USAAF eseguisse gli attacchi diurni, mentre quelli notturni erano stati assegnati al Bomber Command della RAF, il quale impiegava per le missioni a medio raggio il de Havilland Mosquito. Nel mese di gennaio venne quindi deciso che i nuovi Buckingham avrebbero sostituito i Vickers Wellington nel teatro dell'Estremo Oriente, contro i giapponesi. Nell'agosto dello stesso anno, visto l'andamento della guerra, l'ordine di produzione per 400 esemplari, equipaggiati con propulsori Centaurus VI o XI, venne ridotto a 119, oltre ai quattro prototipi. Dopo la produzione dei primi 54 esemplari della versione B.Mk.1, il comando della RAF autorizzò la conversione dei rimanenti 65 esemplari in aereo da collegamento veloce per il Transport Command. La versione C.Mk.1, realizzata in 61 esemplari, aveva un equipaggio di tre persone, allestimento Christie-Tyler con sedili per quattro passeggeri e una maggiore dotazione di carburante che gli garantiva un'autonomia di 4 360 km tale da consentirgli di raggiungere Malta e l'Egitto, e raggiungeva una velocità di 480 km/h. Due velivoli (KV365 e KV369) furono convertiti alla versione C.Mk.2, adatta al trasporto di sette passeggeri, entrata in servizio nel Transport Command Development Unit (TCDU) per le esigenze dei servizi segreti e dello Special Air Service (SAS).
I 54 aerei della versione da bombardamento dovevano essere convertiti in trasporti, ma ritornati a Filton per la conversione vennero in parte immagazzinati, e successivamente tutti demoliti dopo aver totalizzato pochissime ore di volo, ed essere stati utilizzati per l'addestramento dei meccanici e dei pompieri. L'ultimo Buckingham impiegato per le prove a terra venne radiato definitivamente nel 1950.

## Versioni
- Type 163 Buckingham: quattro prototipi dotati di motori Bristol Centaurus IV, primo volo 4 febbraio 1943.
- Type 163 Buckingham B Mk.1: versione da bombardamento costruita in 54 esemplari, dotati di motori Bristol Centaurus VI o XI, primo volo il 12 febbraio 1944.
- Type 163 Buckingham C Mk.1: versione da trasporto per 4 passeggeri e collegamento rapido, con capacità carburante incrementata, costruita in 63 esemplari.
- Type 163 Buckingham C Mk.2: versione da trasporto per 7 passeggeri e collegamento rapido, con capacità carburante incrementata, costruita in 2 esemplari.
- Type 169 Buckingham PR Mk.1: versione da ricognizione proposta nel 1945, non realizzata.

### Utilizzatori
Regno Unito
- Royal Air Force

### Annotazioni
1. ↑  Autonomia di trasferimento massima 4.800 km, (3.000 mi, 2.600 nmi) con due serbatoi ausiliari da 185 imp gal (222 US gal; 840 l) nella stiva bombe.
2. ↑  Il Type 162 Beaumont si basava sulla parte posteriore e sull'impennaggio di coda del Beaufighter, abbinati a una nuova fusoliera anteriore e centrale. L'armamento di basava su 4 mitragliatrici fisse anteriori, una torretta dorsale brandeggiabile armata con 2-4 mitragliatrici, e 2 ulteriori mitragliatrici sparanti all'indietro.

### Fonti
1. ↑  Barnes 1964, p. 321.
2. 1 2  Barnes 1964, p. 312.
3. 1 2  Buttler 2004, p. 88.
4. ↑  Buttler 2004, p. 87.
5. 1 2 3 4 5 6 7  BaeSystems.
6. 1 2 3 4  Barnes 1964, p. 315.
7. 1 2 3 4 5 6 7  Avions Legendaires.
8. ↑  Mondey 1994, p. 68.
9. ↑  Barnes 1964, p. 313.
10. ↑  Barnes 1964, p. 314.
11. 1 2  Aviastar.
12. ↑  Buttler 1997, p. 185.
13. ↑  Buttler 1997, p. 186.